# Chenois (Moselle)
Pour les articles homonymes, voir Chenois.
Chenois est une commune française située dans le département de la Moselle en région Grand Est.

## Géographie
|             | Vatimont |       |
| Baudrecourt | Chenois  | Lesse |
| Lucy        |          |       |

Situé à droite de la Nied française.

### Hydrographie
La commune est située dans le bassin versant du Rhin au sein du bassin Rhin-Meuse. Elle est drainée par le ruisseau la Rotte.
Le ruisseau la Rotte, d'une longueur totale de 23,4 km, prend sa source dans la commune de Morhange et se jette  dans la Nied à Vatimont, après avoir traversé 13 communes.

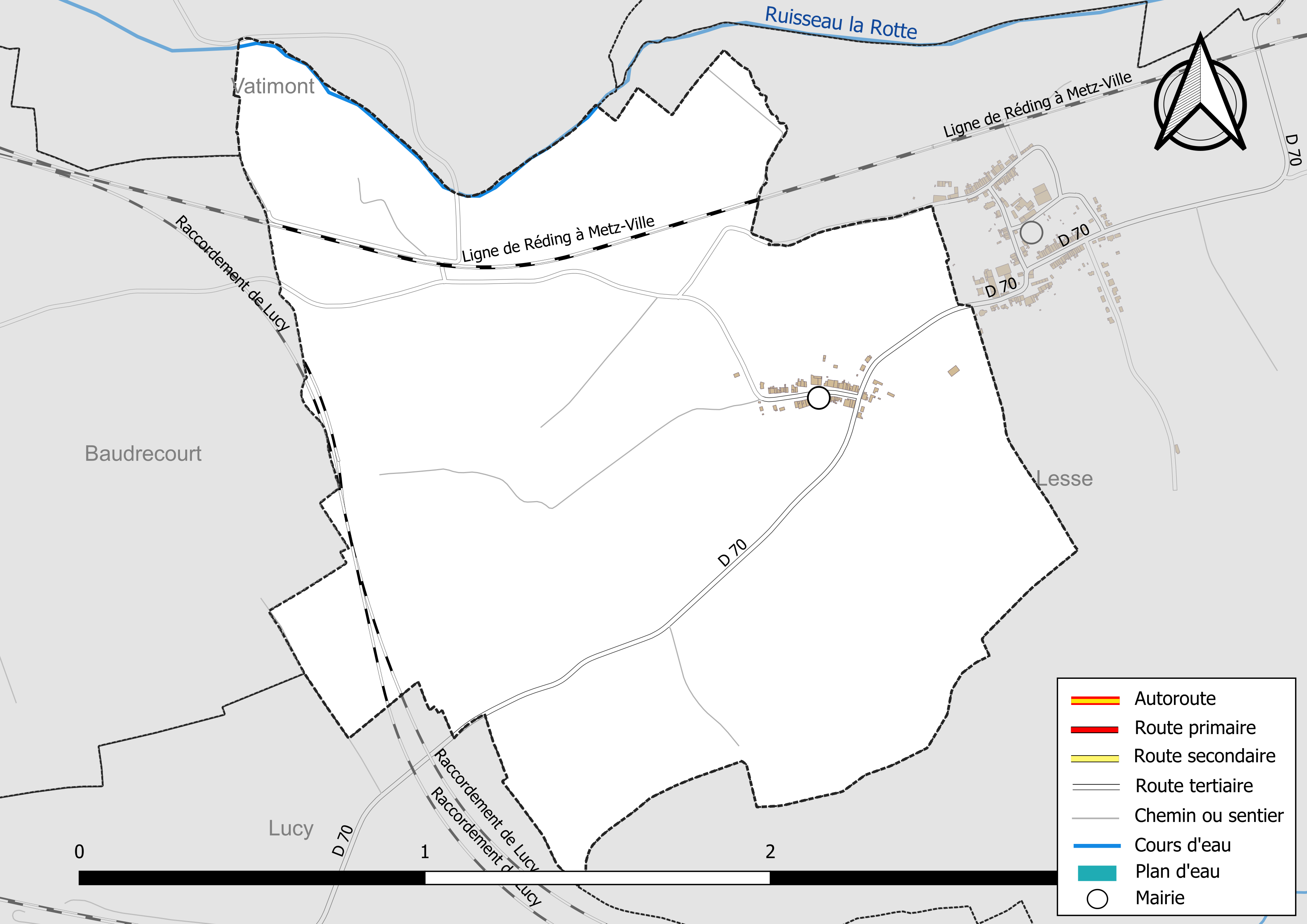
Réseaux hydrographique et routier de Chenois.

La qualité du ruisseau la Rotte peut être consultée sur un site spécial géré par les agences de l’eau et l’Agence française pour la biodiversité.

### Climat
Pour des articles plus généraux, voir Climat du Grand Est et Climat de la Moselle.
En 2010, le climat de la commune est de type climat des marges montargnardes, selon une étude du Centre national de la recherche scientifique s'appuyant sur une série de données couvrant la période 1971-2000. En 2020, Météo-France publie une typologie des climats de la France métropolitaine dans laquelle la commune est exposée à un climat semi-continental et est dans la région climatique Lorraine, plateau de Langres, Morvan, caractérisée par un hiver rude (1,5 °C), des vents modérés et des brouillards fréquents en automne et hiver.
Pour la période 1971-2000, la température annuelle moyenne est de 9,7 °C, avec une amplitude thermique annuelle de 16,9 °C. Le cumul annuel moyen de précipitations est de 795 mm, avec 11,9 jours de précipitations en janvier et 9,2 jours en juillet. Pour la période 1991-2020, la température moyenne annuelle observée sur la station météorologique de Météo-France la plus proche, « Lesse_sapc », sur la commune de Lesse à 1 km à vol d'oiseau, est de 10,7 °C et le cumul annuel moyen de précipitations est de 694,0 mm. 
La température maximale relevée sur cette station est de 40 °C, atteinte le 25 juillet 2019 ; la température minimale est de −20,7 °C, atteinte le 20 décembre 2009,,.
Les paramètres climatiques de la commune ont été estimés pour le milieu du siècle (2041-2070) selon différents scénarios d'émission de gaz à effet de serre à partir des nouvelles projections climatiques de référence DRIAS-2020. Ils sont consultables sur un site spécial publié par Météo-France en novembre 2022.

## Urbanisme

### Typologie
Au 1er janvier 2024, Chenois est catégorisée commune rurale à habitat dispersé, selon la nouvelle grille communale de densité à sept niveaux définie par l'Insee en 2022.
Elle est située hors unité urbaine. Par ailleurs la commune fait partie de l'aire d'attraction de Metz, dont elle est une commune de la couronne,. Cette aire, qui regroupe 245 communes, est catégorisée dans les aires de 200 000 à moins de 700 000 habitants,.

### Occupation des sols
L'occupation des sols de la commune, telle qu'elle ressort de la base de données européenne d’occupation biophysique des sols Corine Land Cover (CLC), est marquée par l'importance des territoires agricoles (94,7 % en 2018), en diminution par rapport à 1990 (96 %). La répartition détaillée en 2018 est la suivante : 
terres arables (63,4 %), prairies (18,9 %), zones agricoles hétérogènes (12,3 %), forêts (4 %), zones urbanisées (0,7 %), zones industrielles ou commerciales et réseaux de communication (0,5 %). L'évolution de l’occupation des sols de la commune et de ses infrastructures peut être observée sur les différentes représentations cartographiques du territoire : la carte de Cassini (XVIIIe siècle), la carte d'état-major (1820-1866) et les cartes ou photos aériennes de l'IGN pour la période actuelle (1950 à aujourd'hui).

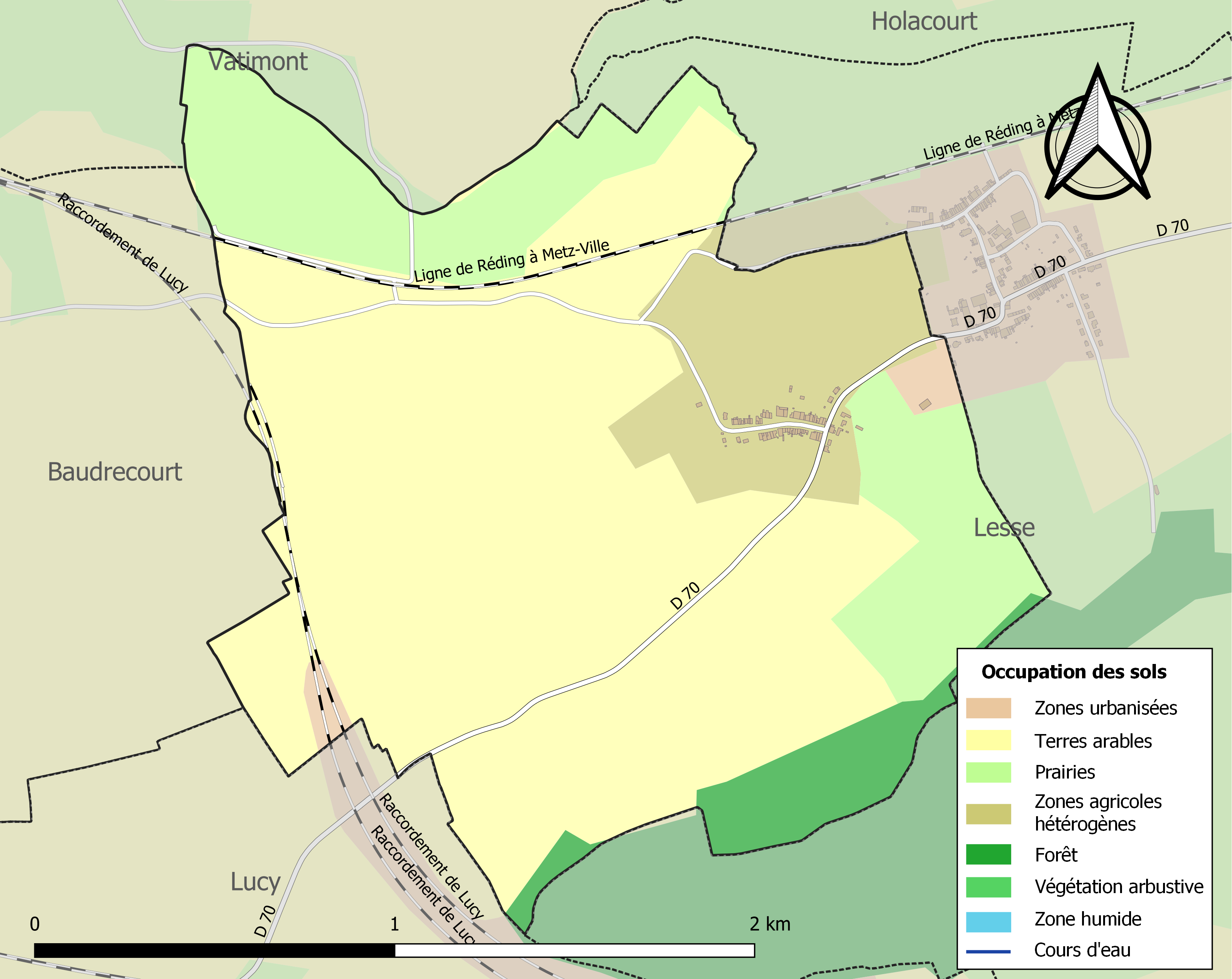
Carte des infrastructures et de l'occupation des sols de la commune en 2018 (CLC).

## Toponymie
Le toponyme Chenois est issu du gaulois cassanos signifiant chêne.
- En 1505 : Chanoy.
- En 1566 : Channoy.
- En 1801 : Chenoy.
- En 1915–1918 et 1940-1944 : Eichendorf.

## Histoire
Village des anciens duché de Lorraine et principauté épiscopale de Metz. Pour la partie lorraine : dépendait en 1710 de la prévôté et bailliage de Pont-a-Mousson, puis à partir de 1751 du bailliage de Château-Salins sous la coutume de Saint-Mihiel. Pour la partie évêchoise : dépendait en 1756 de la châtellenie de Haboudange (juridiction de Metz) ainsi que de la subdélégation et généralité de Vic.
Maillet, dans ses Mémoires sur le Barrois, dit qu'il existait à Chenois trois communautés et trois seigneuries distinctes : du Barrois, du pays Messin et de l'évéché de Vic, signalant également qu'il y avait une haute-justice.
De 1790 à 2015, Chenois était une commune de l'ex-canton de Delme.

## Politique et administration
| Période                                  | Période  | Identité      | Étiquette | Qualité |
| ---------------------------------------- | -------- | ------------- | --------- | ------- |
| Les données manquantes sont à compléter. |          |               |           |         |
| mars 1977                                | mai 2020 | Albert Sanson |           |         |
| mai 2020                                 | En cours | Sandrine Chir |           |         |

## Démographie

### Évolution démographique
L'évolution du nombre d'habitants est connue à travers les recensements de la population effectués dans la commune depuis 1793. Pour les communes de moins de 10 000 habitants, une enquête de recensement portant sur toute la population est réalisée tous les cinq ans, les populations de référence des années intermédiaires étant quant à elles estimées par interpolation ou extrapolation. Pour la commune, le premier recensement exhaustif entrant dans le cadre du nouveau dispositif a été réalisé en 2008.

En 2022, la commune comptait 80 habitants, en évolution de +5,26 % par rapport à 2016 (Moselle : +0,52 %, France hors Mayotte : +2,11 %).
| 1793 | 1800 | 1806 | 1821 | 1831 | 1836 | 1841 | 1846 | 1851 |
| ---- | ---- | ---- | ---- | ---- | ---- | ---- | ---- | ---- |
| 205  | 193  | 205  | 211  | 221  | 210  | 212  | 223  | 220  |

| 1856 | 1861 | 1871 | 1875 | 1880 | 1885 | 1890 | 1895 | 1900 |
| ---- | ---- | ---- | ---- | ---- | ---- | ---- | ---- | ---- |
| 189  | 190  | 151  | 156  | 150  | 155  | 143  | 126  | 128  |

| 1905 | 1910 | 1921 | 1926 | 1931 | 1936 | 1946 | 1954 | 1962 |
| ---- | ---- | ---- | ---- | ---- | ---- | ---- | ---- | ---- |
| 129  | 142  | 102  | 110  | 118  | 112  | 100  | 86   | 79   |

| 1968 | 1975 | 1982 | 1990 | 1999 | 2006 | 2008 | 2013 | 2018 |
| ---- | ---- | ---- | ---- | ---- | ---- | ---- | ---- | ---- |
| 57   | 59   | 58   | 66   | 53   | 58   | 60   | 70   | 83   |

| 2022 | - | - | - | - | - | - | - | - |
| ---- | - | - | - | - | - | - | - | - |
| 80   | - | - | - | - | - | - | - | - |

## Culture locale et patrimoine

### Lieux et monuments
Début 2017, la commune est « réputée sans clochers ».
Il n'y a jamais eu d'église à Chenois ni de cimetière, les habitants se rendaient dans la paroisse de Lesse pour tous les offices religieux et les inhumations, ils ont contribué aussi à la reconstruction de l'église Saint-Georges début 1900.

### Héraldique
| Blason de Chenois (Moselle) | Blason  | Mi-parti : au 1er d'azur à deux bars adossés d'or cantonnés de quatre croisettes recroisetées au pied fiché du même, au 2e d'azur à l'aigle contournée d'or ; au chêne de sinople brochant sur le tout. |
| Blason de Chenois (Moselle) | Détails | |